# 宇佐美あいり
宇佐美 あいり（うさみ あいり ）は、日本のグラビアアイドル、女性タレント、女優。京都府京都市出身。愛称は「あいりん」「うさぎ」。

## 来歴
- - 京都府京都市で生まれる。幼い頃から芸能界に憧れて大阪の養成所でレッスンに通っていた。東京の芸能スクールにスカウトされ、特待生として選ばれ中学卒業後、東京へ上京。
  - 2001年5月、グラビアアイドルとしてデビュー。アイドル番組、アイドルLIVEなど歌や司会で活動していた。
  - 2007年2月、事務所を移籍し、「前川杏衣梨（まえかわ あいり）」から「宇佐美あいり」に改名。
  - 2009年9月、テレビ東京の深夜バラエティ番組『遠藤淳』のアイドルオーディション企画に出演。投票1位に選ばれ、ココリコの遠藤章造とロンドンブーツ1号2号の田村淳のプロデュースするアイドルグループ「THEハンドキャッチーズ」のセンターとして活動開始。着うたサイトで『アイドルだってしたいんだもん』でデビュー。着うた1万ダウンロード超えするなど話題になり、2曲目の『アンダーウェア』では卒業をテーマにメンバーの実話を元に作詞された大胆で印象に残る歌詞、キャッチーなメロディーラインが印象的である。
  - 解散後、ソロでマルチに活動中。

## 人物
- 名前の「あいり」は母親が読んでたマンガの主人公から取ったものである。
- 両親共にロックヘヴィーメタルを愛し、父親がドラマー、母親がヴォーカリストということから幼い頃よりロックを聴かされて育つ。
- 父親の親友はPRESENCEのギター・白田一秀である。
- チャームポイントは目力のある大きな目に
- 小柄でスレンダーだが大きな胸と童顔である。
- 性格はマイペースで明るく面白い天然のドジキャラであり、古風な真面目な性格でギャップが多いと言われている。
- 似顔絵 や芸術系が得意である。
- 幼い頃から猫好き。愛猫スコティッシュフォールドのランちゃんを飼っている。
- 4歳下の妹がいる。

## 出演

### テレビ番組
- 「フレッシュアイドル」SKY PerfecTV! - レギュラー
- 「アイドルJAPAN」SKY PerfecTV! - レギュラー
- 「タッチミーアイドル」SKY PerfecTV!
- 「水着DEポン!」SKY PerfecTV!
- 「馬の子TIM」SKY PerfecTV!
- 「杉浦幸のぱちんこPARK」SKY PerfecTV!
- 「惑星beau beau」（テレビ朝日）メルコミコーナー
- 「なりギャル.TV」（チバテレビ）レギュラー
- 「水着少女」（テレビ東京）準レギュラー
- 「はるか17」（テレビ朝日）ドラマ
- 「『ぷっ』すま」（テレビ朝日）
- 「リンカーンSP」（TBS）
- 「恋するビリボーコスプレ大作戦」（MONDO21）
- 「ナース物語」（チバテレビ） ドラマ - 1話ゲスト
- 「遠藤淳」（テレビ東京）レギュラー
- TV東京「部屋コン!」3週出演
- TV埼玉「D☆D」ミス東スポ候補生として2週出演
- BSフジ「the GazettE は今、どこにいるのか？」
- 日本テレビ「ピロロン学園」大喜利コーナー
- CX特番 コレ聞け！アカデミー(再現ドラマ)
- 2016年8月TBS「山里と100人の美女～真夏の女子会大告白スペシャル」出演
- 2017年1月「山里と100人の美女福女&ダメ女だらけのお騒がせ新年会SP」出演
- 2017年1月千葉TV「KAYOキズナトレンディ」2週出演
- 2017年4月「KAYOキズナトレンディ」CMドラマ「TREVO」OL役、座談会 出演
- 2017年6月千葉TV「女神たちのかようび」内ショートドラマ『眠れなくなる夜』主演 愛役
- 2017年7月千葉TV「女神たちのかようび」7月レギュラー
- 2018年11月エンタメ～テレオリジナル

「モテるの法則 season8」3週アシスタントMC

### ウェブテレビ
- WebTV「あっとおどろく放送局」ゲスト
- WebTV「Stickam」ゲスト
- ニコジョッキー「1周年記念スペシャル特別番組♯1」番宣
- ニコジョッキー［復活!］『IKURAのどうなのよ?』（2012年5月 - 、ニコニコチャンネル）アシスタントレギュラー
- ニコ生「アイドル放送局」月曜《アイドル女子力アップ教室!》 ゲスト
- ニコ生「アイハツ」生放送　ゲスト
- スティッカムTV 「AiveのDarlin'×3」ゲスト
- UMG番組「うまみちゃんねる第8R 」
- abemaTV「ココドコ」生放送
- ニコニコ生放送 東京GODバラエティ
- 『MJ de night』、『脱衣ジャンケン』ゲスト
- 360°まる見え! VRアイドル水泳大会（2019年9月13日、フジテレビオンデマンド）[1]

### ラジオ
- 「夜桜パンチ」（FMチャッピー） - ゲスト
- 「あいりとりりぃのぴょんぴょんドリーム」（公開放送ラジオ こちら魔法島放送局） - レギュラー
- 「ASIAN 美少女 FILE」（有線ラジオ） - ゲスト
- 「SCHOOL NINE木曜夜9時のハンパねぇ」コーナー （東京FM）

- FM調布「アレサネスミスCHANGESRADIO」　ゲスト
- 2017年11月渋谷クロスFM「MAGI's Town Now!!」ゲスト

- 2018年2月〜（渋谷クロスFM ）エンタメジャックINSHIBUYA　毎月第3木曜日 アシスタントレギュラー中

### CM
- インフォマーシャル「スナッチ。」（毎日放送）

### 映画
- 「DIVIDE・ディバイド」（2006年） - 絵里 役
- 「吸血少女対少女フランケン」（2009年） - 生徒 役
- 「アメイジング グレイス - 愛の讃美歌 - 」（2010年）
- 「禁断の女子刑務所」（2010年） - 山下さおり 役

### 舞台
- オムニバスコメディドラマ「NEXT DOOR」（2011年7月20日 - 24日） - 「まりっじ・ぶるー」美乃利 役、「裏の顔」目黒加奈 役（AB班出演）
- まなつの銀河に雪のふるほし（2012年2月29日 - 3月4日、六行会ホール） - 刈谷皐姫 役（ダブルキャスト、月組）

### 雑誌
- 「アクションカメラ」
- 「東京スポーツ」グラビア インタビュー
- 「月刊オーディション」インタビュー
- 「アキバガール」グラビア インタビュー
- 「Player」 元アナーキーの藤沼伸一と出演
- リクルートマガジン「じゃらん」モデル
- 「週刊実話」飲泉の宿（日本ジャーナル出版）モデル
- フリーペーパー「GIRLS TRAIN」
- フリーペーパー「UNI.T」恋愛企画コーナーモデル
- 「American Customz」（芸文社）（NEWSTYLE CUSTOM AUTO SHOW）の記事
- 「カスタムCAR」（芸文社）
- 「アメ車マガジン」（アポロ社）
- 「週刊プレイボーイ」（集英社）グラビア
- 「Cure キュア」(エイジアハウス)モデル
- 2015年10月週刊大衆　グラドル文化祭記事
- 2015年10月週刊実話　グラドル文化祭記事
- 2016年2月Begin　グラドル文化祭記事
- 2016年8月ぶんか社「EX MAX」グラビア掲載
- 2017年2月光文社「FlashスペシャルグラビアBEST」グラビア掲載
- 2017年１２月ミリオン出版「実話ナックルズ」神グラビア 掲載

### イメージDVD
- 「Red Label 前川杏衣梨」（2004年9月17日、ディープラネット・イーネットフロンティア）イメージ
- 「タッチミーアイドルvol3」（2006年3月17日、第一興商、マーレ）

宇佐美あいり 名義
- あなたと。（2012年2月25日、エアーコントロール）
- 「あいりんきゃっち」2016年9月3日アイドル発掘制作委員会）

### デジタル写真集
- 「クリック美少女コンテスト・マンスリーウィナー」
- 「Meet the Girl」
- 「GIRLS TRAIN」
- 『LOVEDOL.NET』
- 「ハンドTHEファイナル 」

### WEB
- 「デジドルネット」（2位）
- 「GALmania2003クリック美少女コンテスト」（2位、オンラインゲームイメージガールとして活動）
- 「ワタナベエンタメ@アイドルTV」（1位、グラビア、WEBTV出演）
- 「アイドルJAPAN」（グラビア、動画）
- 「Meet the Girl」（グラビア、動画）
- 「キャンギャルDEコスプレ」（グラビア、動画）
- 「お姉さん★セクシーCLUB」（グラビア、動画）
- WebTV「あっとおどろく放送局」ゲスト
- WebTV「Stickam」ゲスト
- GyaO@「アイドルオンエア」
- 「GIRLS TRAIN 」（グラビア、動画）
- 「オリコン」芸能ニュース掲載
- 「夕刊フジ ZAKZAK」（産経新聞社）アイドルグラビア掲載

### モバイル
- 「月刊モバイルアクトレス」（新潮社）
- 「撮りたてグラビアTVMAX」
- 「コスプレアイドル楽園」
- 「撮直メタリックレオタード」
- 「アイドルBBマニアックス」
- 「お姉さん★セクシーCLUB」
- 「個人授業EX」
- 「週プレモバイル」クラブ愛の新人グラドル面談コーナー
- 「coakuma★angel」モデリングガールズ
- モバイルサイト「パチ＆スロ☆マニアックス」コラム
- Amebaソーシャルゲーム「美女撮影ゲーム〜東京ガールズスナップ〜」
- 女の子の応援サイト【TrendBOX　GirlsTalk】ファッションブロガー（2011年5月 - 2012年7月）
- 「CuteGirl」グラビア
- 有名人とファンを結ぶコミュニケーションアプリ「DMM.yell」

### PV
- 「Are You Jap?」 BREAK/大和EMCEE（TX系「格闘Xパンクラス」オープニングテーマ）
- 第一興商BBサイバーダム 「グラカラ」（曲レミオロメン「南風」、RIP SLYME「楽園ベイベー」）

### イベント、その他
- 2009年6月「元祖」懸賞クイズサイト - 懸賞もらっていいとも!のイメージガール
- 2008年 新宿エンターティーメントカフェ - 『PINKBIGPIG』「GEININ☆1週間Night in PBP」出演
- 2008年 ペルー独立記念日イベント - 「ペルー祭 in 新宿★歌舞伎町」ゲスト出演
- 2008年 京都・嵐山駅「はんなりほっこり秋祭り」 - 3日間ゲスト出演
- 2009年「NEWSTYLE CUSTOM AUTO SHOW」 - ブルーマンティス イメージガール
- 2010年「〜MINI COLLE'1st Anniversary@WAREHOUSE702〜 」 - ファッションショー モデル出演
- 2010年X JAPAN　YOSHIKIのアシスタントetc...
- 2011年「IKURA's AMERICAN FESTIVAL アメフェスWinter 」
- 2011年「Color-i Collection Vol.4 」モデル
- 2012年「ＩＫＵＲＡ ＬＩＶＥ in 由比ヶ浜 」
- 2012年「missビキニJAPAN2012」ファイナリスト
- 2012年「グラビアンサミットin Atlantis」エントリー
- 2015年7月LINEスタンプ「タコうさぎ 」発売
- 2016年10月～2017年12月「発掘！グラドル文化祭」出演
- 2016年11月「Cygames presents RIZIN *FIGHTING WORLD GP2016」RIZINガールファイナリスト DMM.yell（2位）
- 2018年6月 創刊30周年SPA!フェス グラビアン魂 ミスグラビアンファイナリスト